# El Còdol (Marfà)

El Còdol, respecte del terme de Castellcir

El Còdol és un paratge del terme municipal de Castellcir, a la comarca del Moianès. Pertany a l'enclavament de la Vall de Marfà. És a l'extrem nord-oriental de la Vall de Marfà, a tocar del termenal amb Moià. És a la dreta de la Riera de Castellnou i a sota i al sud-est dels Cingles de Montbrú.